# Tölgyfa-kérgestapló
A tölgyfa-kérgestapló (Buglossoporus pulvinus) a Fomitopsidaceae családba tartozó, Eurázsiában és Észak-Amerikában honos, idős tölgyek törzsén élősködő, nem ehető gombafaj.

## Megjelenése
A tölgyfa-kérgestapló termőteste 5-25 (30) cm széles, nyelv alakú, domború. Színe fiatalon fehéres, majd halványbarna, okkerbarna, sárgásbarna, narancsbarna lesz; idősen feketésbarna; sötétebben foltos lehet. Felszíne matt.
Alsó termőrétege csöves. A pórusok pórusok szűkek, kerekdedek. Színe fehéres, krémszínű; idősen vöröses, vörösesbarna; nyomásra, sérülésre barnul.
Tönkje rövid, összenyomott.
Húsa eleinte puha, majd szívós; fiatalon fehéres, később vöröses színű, sérülésre előbb vörösödik, majd barnul. Szaga gombaszerű, íze fiatalon savanykás, éretten keserű.
Spórapora világosbarna. Spórájának mérete 7-10 x 3-4 μm.

### Hasonló fajok
A májgomba, a fahéjszínű likacsosgomba, a nyírfatapló hasonlíthat hozzá.

## Elterjedése és termőhelye
Eurázsiában és Észak-Amerikában honos. Magyarországon ritka. Az öreg tölgyek megritkulásával a faj élettere is beszűkült, nagy elterjedésű, de mindenütt ritka. 
Lombos fák (elsősorban tölgy) legyengült vagy idős példányain él, parazita, vagy az elhalt törzseket bontja, azok anyagában barnakorhadást okoz. Augusztustól októberig terem. 

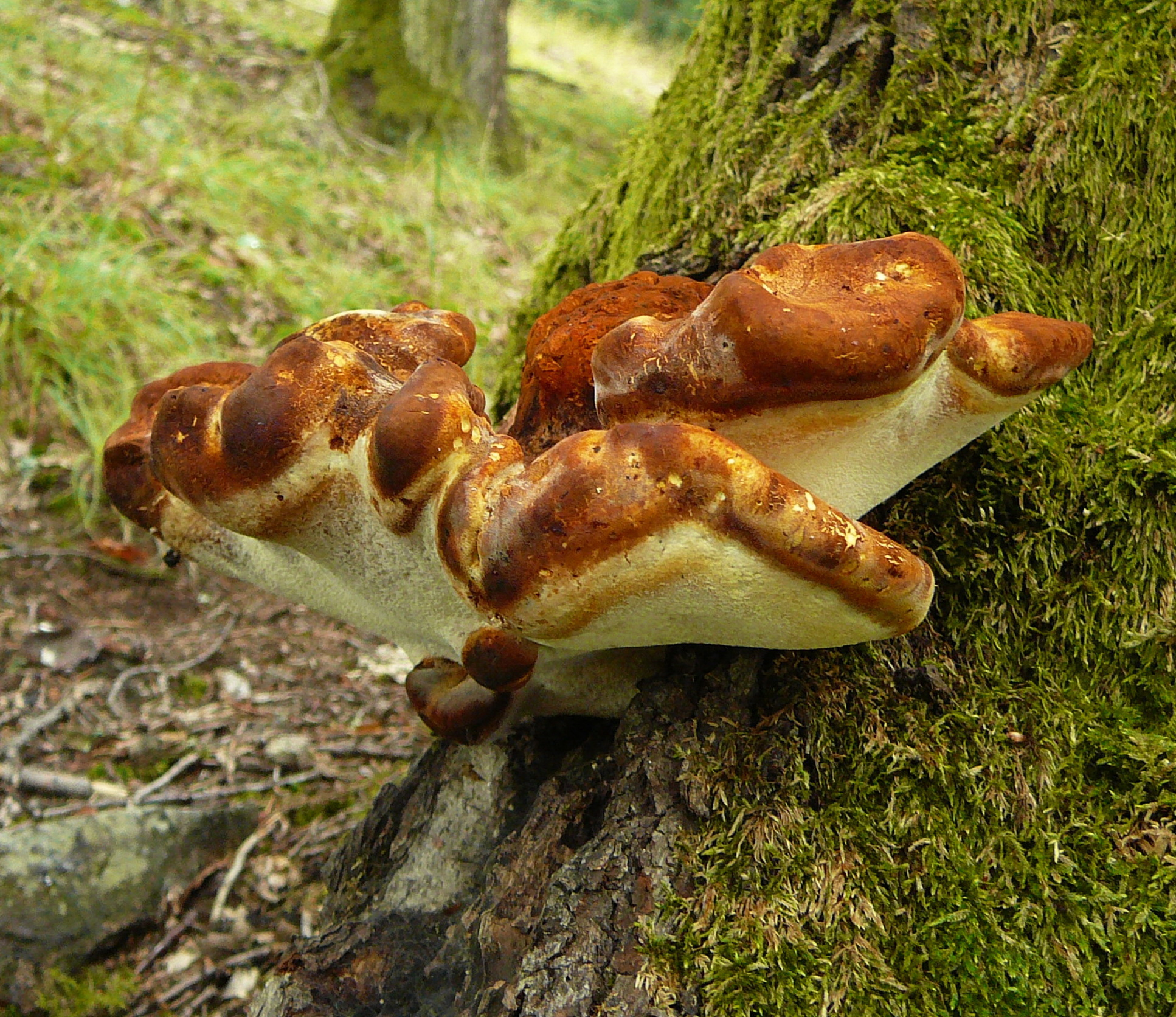
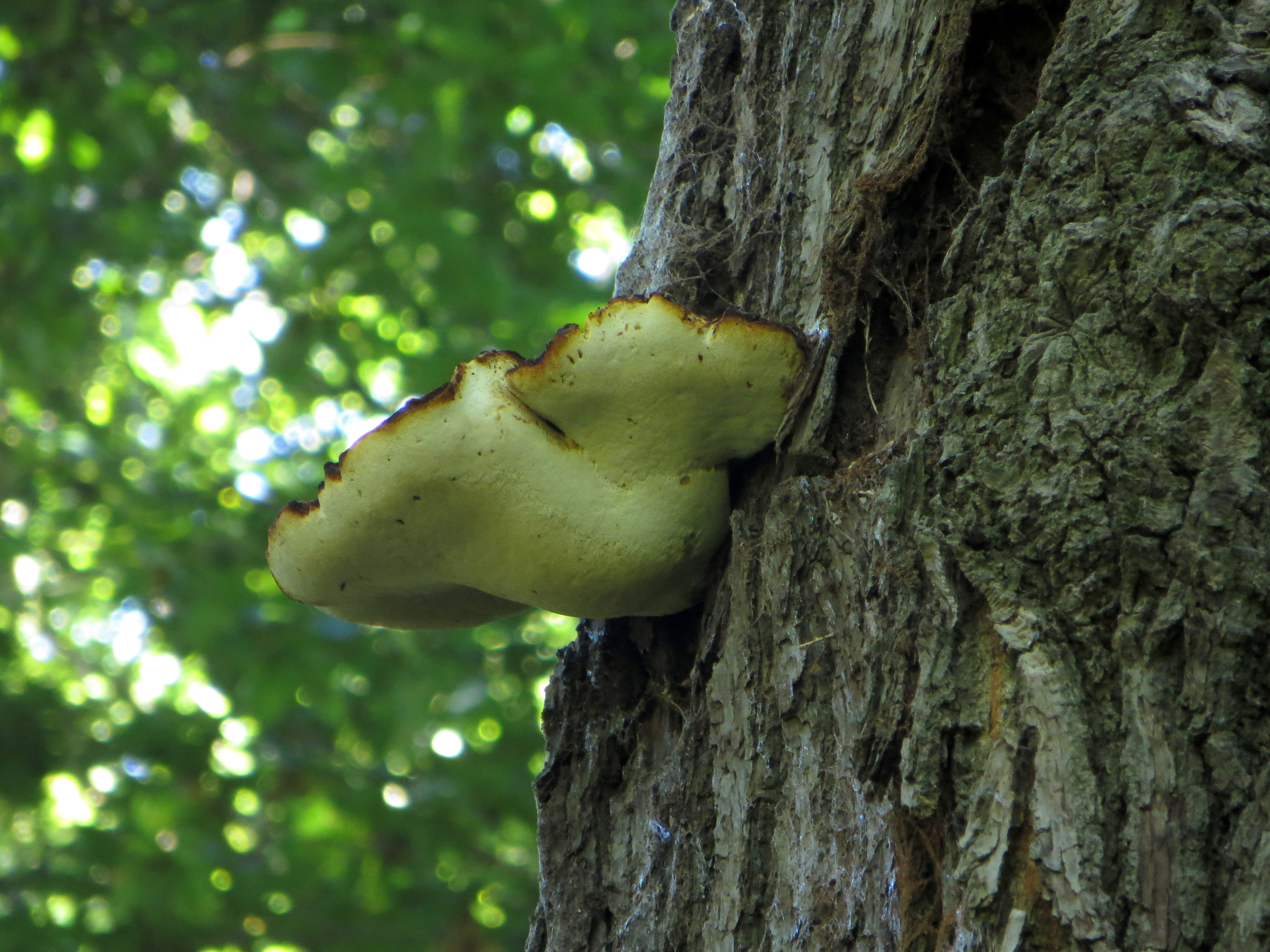
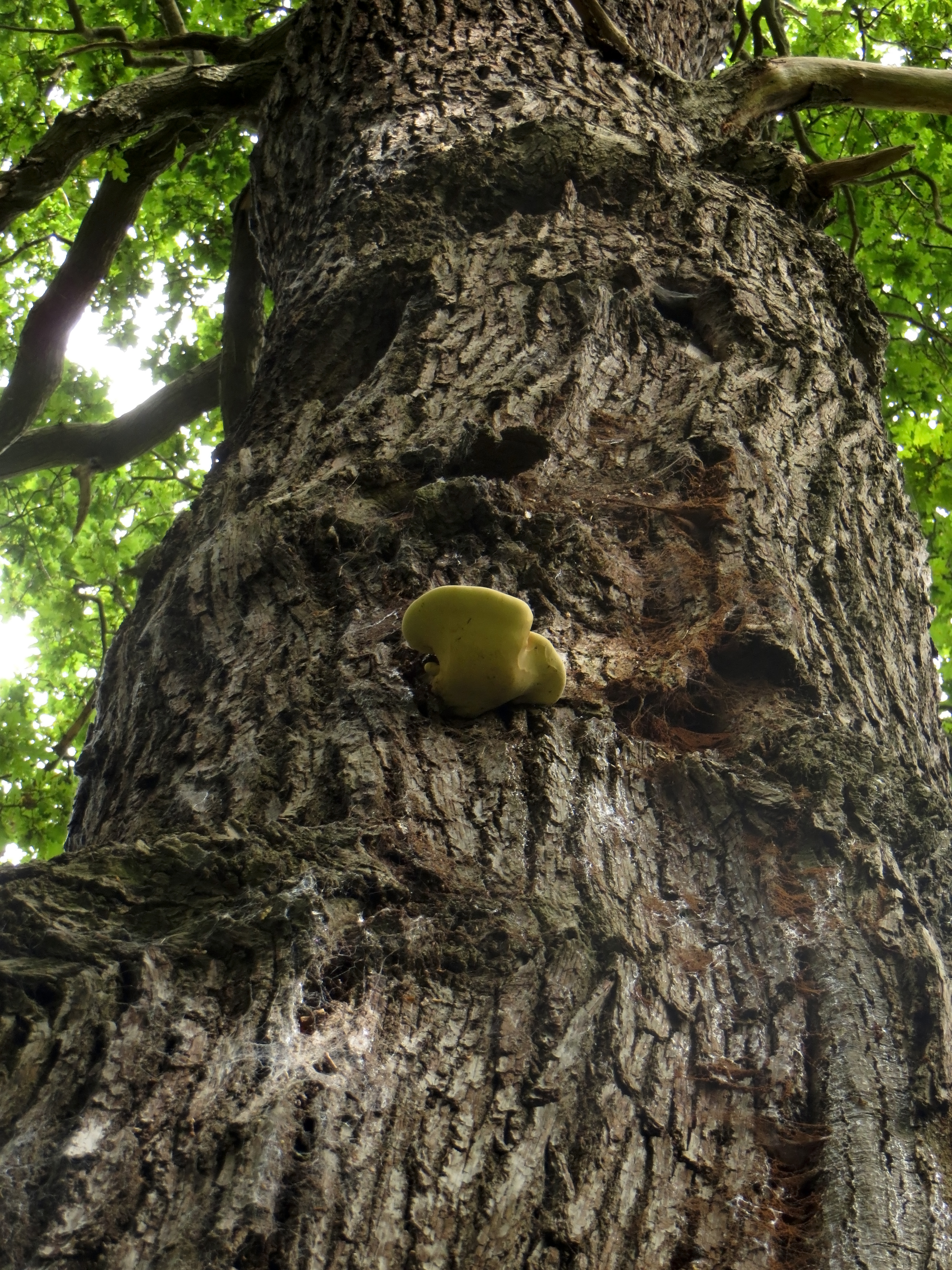

Nem ehető.  